# Synagoga Mizrachi w Krakowie
Synagoga Mizrachi (z hebr. Wschodni) – synagoga znajdująca się w Krakowie przy ulicy Kupa 16, na Kazimierzu. 
Została wybudowana w latach 1920-1924, jako mały budynek przylegający od strony północnej do synagogi Izaaka, z inicjatywy członków ortodoksyjnej organizacji Mizrachi. Projektantem był Zygmunt Prokesz.
Podczas II wojny światowej Niemcy doszczętnie zdewastowali bożnicę. 
Po zakończeniu wojny przez wiele lat synagoga stała w stanie kompletnej ruiny. W latach 80. odbudowana i zaadaptowana przez fundację Ronalda S. Laudera na ośrodek kultury żydowskiej. Parter jest połączony przejściem z sąsiadującą synagogą. Do 2007 roku znajdowała się w niej stała wystawa zdjęć poświęconych życiu i martyrologii krakowskich Żydów.
Murowany budynek synagogi wzniesiono na planie prostokąta. Do dziś nic się nie zachowało z pierwotnego wyposażenia synagogi, które by mogło wskazywać na jej pierwotny charakter. Jedynym charakterystycznym elementem pozostały półokrągłe okna.

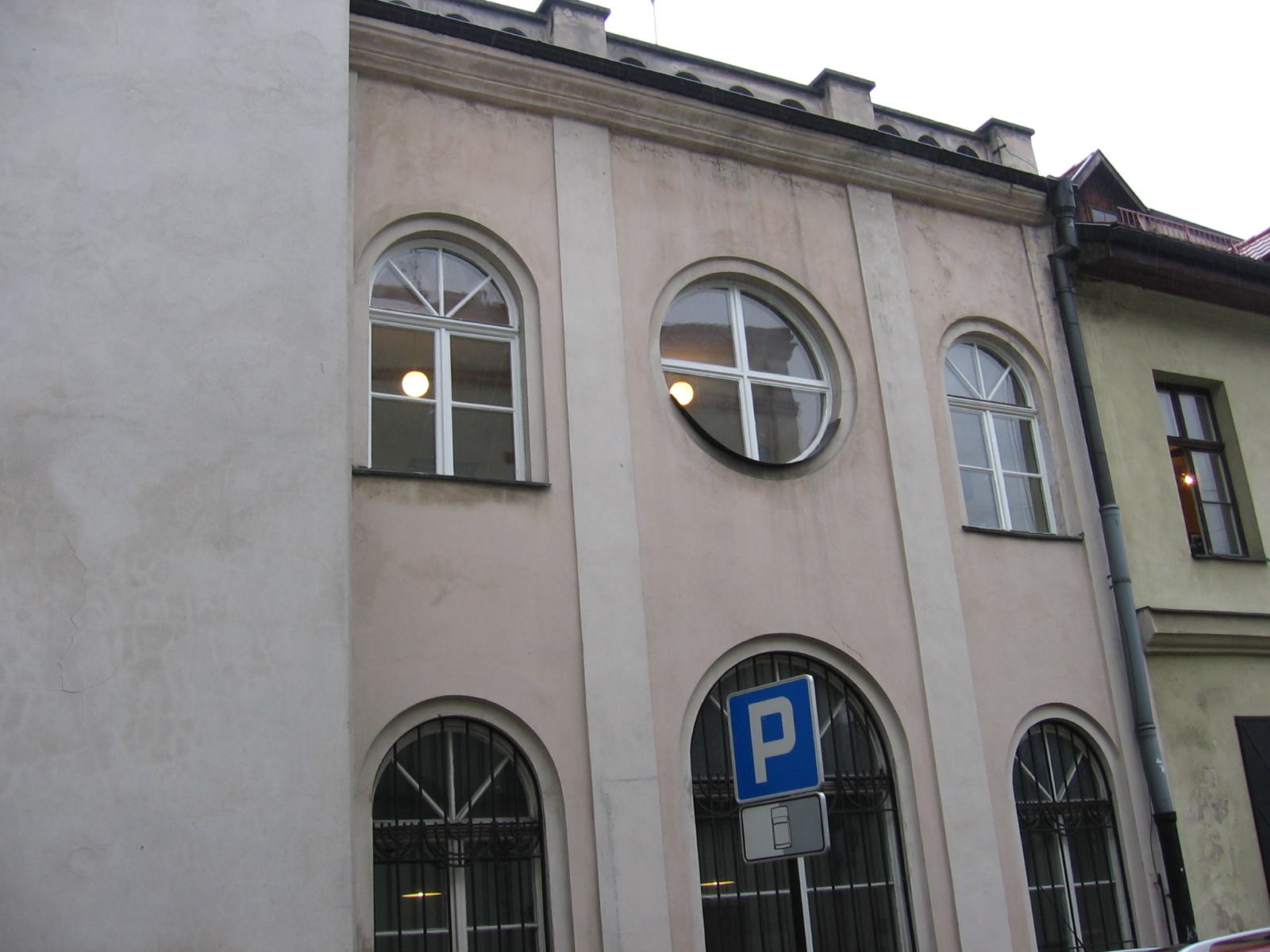
Widok z ul. Jakuba